# Hydraena antaria
Hydraena antaria är en skalbaggsart som beskrevs av Perkins 2007. Hydraena antaria ingår i släktet Hydraena och familjen vattenbrynsbaggar. Inga underarter finns listade i Catalogue of Life.